# Michele Spinelli
Michele Spinelli (†1824) was een Italiaans rooms-katholiek aartsbisschop.

## Biografie
Michele Spinelli werd geboren uit een oude Italiaanse katholieke adellijke familie, het huis Spinelli. In 1818, zes jaar voor zijn dood, werd hij benoemd tot aartsbisschop van Sorrento. Hij zou dit ambt bekleden tot aan zijn dood in 1824.